# Lothar Curdt
Lothar Curdt (* 8. Juni 1928 in Nikolausberg; † 6. Juli 2005 in Göttingen) war ein deutscher Politiker (SPD). Er war von 14. Dezember 1976 bis 18. Februar 1987 (drei Wahlperioden) Mitglied des Deutschen Bundestages.
Von 1970 bis 1973 bekleidete Curdt zunächst den Posten des Landrats des Landkreises Göttingen.
1976 und 1980 siegte er direkt im Wahlkreis Göttingen, 1983 zog er über die Landesliste in den Bundestag ein.
Curdt war von 1979 bis 1980 verkehrspolitischer Sprecher der SPD-Bundestagsfraktion, danach bis zum Ausscheiden aus dem Bundestag stellvertretender Vorsitzender des Verkehrsausschusses.
Lothar Curdt war Träger des Bundesverdienstkreuzes 1. Klasse.